# Hämalbogen
|  | Dieser Artikel wurde aufgrund von formalen oder inhaltlichen Mängeln in der Qualitätssicherung Biologie zur Verbesserung eingetragen. Dies geschieht, um die Qualität der Biologie-Artikel auf ein akzeptables Niveau zu bringen. Bitte hilf mit, diesen Artikel zu verbessern! Artikel, die nicht signifikant verbessert werden, können gegebenenfalls gelöscht werden. Lies dazu auch die näheren Informationen in den Mindestanforderungen an Biologie-Artikel. |

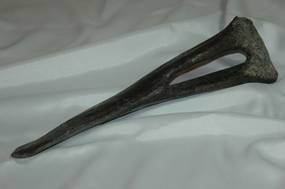
Hämalbogen eines Diplodocus

Hämalbögen, auch Hämalrippen oder Hämapophysen genannt, sind ventrale (bauchwärts orientierte) Rippen der Schwanzwirbelsäule. Fische haben an allen Wirbeln Rippen. Vorne bilden jeweils zwei Rippen einen Bogen, hinten folgen die Hämalbögen. Sie sind Y-förmig verschmolzen und bilden unter der Wirbelsäule den Hämalkanal, durch den ein großes Blutgefäß führt. Der Fortsatz an der Verschmelzungsstelle der beiden Bögen wird Hämaldorn genannt. Landwirbeltiere (Tetrapoda) haben keine Hämalbögen, bzw. sie sind nur an den vorderen Schwanzwirbeln vorhanden. Wenn vorhanden, nimmt die Größe der Hämalbögen nach hinten ab.
Siehe auch: Chevronknochen

## Quelle
- Lexikon der Biologie. Band 4, Herder Verlag, ISBN 3-451-19644-1